# Tour de France 1986
Il Tour de France 1986, settantatreesima edizione della Grande Boucle, si svolse in ventidue tappe precedute da un prologo iniziale, tra il 4 e il 27 luglio 1986, per un percorso totale di 4 083 km. 
Fu vinto dal passista-scalatore e cronoman statunitense Greg LeMond (al terzo podio consecutivo al Tour dopo un terzo ed un secondo posto). 
Si trattò del primo trionfo alla Grande Boucle di un ciclista americano. 
Il californiano terminò le sue fatiche sulle strade di Francia con il tempo di 110h35'19". 
Al secondo posto della classifica generale si piazzò il passista-cronoman, scalatore e finisseur francese Bernard Hinault (al settimo ed ultimo podio della corsa a tappe transalpina. Per lui il notevole curriculum al Tour di cinque vittorie e due piazze d'onore), compagno di squadra di Lemond.
Per Hinault, fuoriclasse indiscusso del periodo tra la fine degli anni '70 e la prima metà degli anni' 80, si trattò dell'ultima partecipazione al Tour de France.
Al terzo posto della graduatoria generale si classificò il passista-scalatore svizzero Urs Zimmermann (al primo ed unico podio in carriera nella Grande Boucle in qualità di terzo classificato).

## Tappe
| Tappa  | Data      | Percorso                                            | km    | Vincitore di tappa    | Leader cl. generale  |
| ------ | --------- | --------------------------------------------------- | ----- | --------------------- | -------------------- |
| prol.  | 4 luglio  | Boulogne-Billancourt (cron. individuale)            | 4,6   | Thierry Marie         | Thierry Marie        |
| 1ª-1ª  | 5 luglio  | Nanterre > Sceaux                                   | 85    | Pol Verschuere        | Alex Stieda          |
| 1ª-2ª  | 5 luglio  | Meudon > Saint-Quentin-en-Yveline (cron. a squadre) | 56    | Système U             | Thierry Marie        |
| 2ª     | 6 luglio  | Levallois-Perret > Liévin                           | 214   | Davis Phinney         | Thierry Marie        |
| 3ª     | 7 luglio  | Liévin > Évreux                                     | 243   | Pello Ruiz Cabestany  | Dominique Gaigne     |
| 4ª     | 8 luglio  | Évreux > Villers-sur-Mer                            | 124   | Johan van der Velde   | Johan van der Velde  |
| 5ª     | 9 luglio  | Villers-sur-Mer > Cherbourg                         | 200   | Guido Bontempi        | Johan van der Velde  |
| 6ª     | 10 luglio | Cherbourg > Saint-Hilaire-du-Harcouët               | 201   | Ludo Peeters          | Jørgen Vagn Pedersen |
| 7ª     | 11 luglio | Saint-Hilaire-du-Harcouët > Nantes                  | 204   | Eddy Planckaert       | Jørgen Vagn Pedersen |
| 8ª     | 12 luglio | Nantes > Nantes (cron. individuale)                 | 61,5  | Bernard Hinault       | Jørgen Vagn Pedersen |
| 9ª     | 13 luglio | Nantes > Futuroscope                                | 183   | José Ángel Sarrapio   | Jørgen Vagn Pedersen |
| 10ª    | 14 luglio | Poitiers > Bordeaux                                 | 258   | Rudy Dhaenens         | Jørgen Vagn Pedersen |
| 11ª    | 15 luglio | Bayonne > Pau                                       | 217   | Pedro Delgado         | Bernard Hinault      |
| 12ª    | 16 luglio | Pau > Luchon Superbagnères                          | 186   | Greg LeMond           | Bernard Hinault      |
| 13ª    | 17 luglio | Luchon > Blagnac                                    | 154   | Niki Rüttimann        | Bernard Hinault      |
| 14ª    | 18 luglio | Carcassonne > Nîmes                                 | 225   | Frank Hoste           | Bernard Hinault      |
| 15ª    | 19 luglio | Nîmes > Gap                                         | 246   | Jean-François Bernard | Bernard Hinault      |
| 16ª    | 20 luglio | Gap > Col du Granon                                 | 190   | Eduardo Chozas        | Greg LeMond          |
| 17ª    | 21 luglio | Briançon > Alpe d'Huez                              | 162   | Bernard Hinault       | Greg LeMond          |
|        | 22 luglio | giorno di riposo                                    |       |                       |                      |
| 18ª    | 23 luglio | Villard-de-Lans > Saint-Étienne                     | 179   | Julián Gorospe        | Greg LeMond          |
| 19ª    | 24 luglio | Saint-Étienne > Saint-Étienne (cron. individuale)   | 58    | Bernard Hinault       | Greg LeMond          |
| 20ª    | 25 luglio | Saint-Étienne > Puy de Dome                         | 190   | Erich Maechler        | Greg LeMond          |
| 21ª    | 26 luglio | Clermont-Ferrand > Nevers                           | 194   | Guido Bontempi        | Greg LeMond          |
| 22ª    | 27 luglio | Cosne-sur-Loire > Parigi                            | 255   | Guido Bontempi        | Greg LeMond          |
| Totale | Totale    | Totale                                              | 4 083 |                       |                      |

## Squadre e corridori partecipanti
| N.      | Cod. | Squadra                     |
| ------- | ---- | --------------------------- |
| 1-10    | LVC  | La Vie Claire-Wonder-Radar  |
| 11-20   | CAR  | Carrera-Vagabond            |
| 21-30   | KAS  | KAS-Mavic                   |
| 31-40   | PAN  | Panasonic                   |
| 41-50   | SYS  | Système U                   |
| 51-60   | PDM  | PDM                         |
| 61-70   | CdC  | Café de Colombia-Varta      |
| 71-80   | REY  | Reynolds-TS Batteries       |
| 81-90   | PEU  | Peugeot-Shell-Michelin      |
| 91-100  | KWA  | Kwantum Hallen-Decosol-Yoko |
| 101-110 | JOK  | Joker-Emerxil-Eddy Merckx   |

| N.      | Cod. | Squadra               |
| ------- | ---- | --------------------- |
| 111-120 | HIT  | Hitachi-Marc-Splendor |
| 121-130 | ZOR  | Zor-BH                |
| 131-140 | FAG  | Fagor                 |
| 141-150 | RMO  | R.M.O.                |
| 151-160 | POS  | Postobon-Ryalcao      |
| 161-170 | SEA  | Seat-Orbea            |
| 171-180 | GIS  | Gis Gelati-Oece       |
| 181-190 | TEK  | Teka                  |
| 191-200 | MAL  | Malvor-Sidi           |
| 201-210 | 7EL  | 7-Eleven-Hoonved      |

## Resoconto degli eventi
Al Tour de France 1986 parteciparono 210 corridori, dei quali 132 giunsero a Parigi.  Le squadre partecipanti erano 6 francesi, 4 spagnole, 3 italiane, 3 olandesi, 2 belghe, 2 colombiane, 1 statunitense.  I corridori partecipanti erano 46 francesi, 32 spagnoli, 29 belgi, 26 colombiani, 22 olandesi, 20 italiani, 9 svizzeri, 9 statunitensi, 3 irlandesi, 2 olandesi, 2 britannici, 2 canadesi, 1 australiano, 1 norvegese, 1 tedesco, 1 danese, 1 portoghese, 1 jugoslavo, 1 brasiliano, 1 neozelandese, 1 messicano. 
Il Tour partì con il tentativo di Bernard Hinault di conquistare la sesta vittoria nella Grande Boucle, impresa in cui avevano precedentemente fallito sia Jacques Anquetil che Eddy Merckx. Tuttavia il bretone, al termine dell'edizione del 1985, da lui vinta anche grazie all'appoggio del brillante gregario LeMond, aveva pubblicamente dichiarato di voler aiutare lo statunitense alla conquista del Tour, in una sorta di cambio di ruoli tra i due corridori appartenenti alla stessa compagine.
La prima maglia gialla fu appannaggio di Thierry Marie che si aggiudicò il prologo e, dopo aver perso la maglia nella prima tappa, la riconquistò al termine della cronometro a squadre. Dopo la vittoria nella cronometro di Nantes, Hinault sembrò contravvenire ai patti iniziali, in quanto conquistò la maglia al termine dell'undicesima frazione con arrivo a Pau e, seppur con qualche difficoltà, riuscì a difenderla sui Pirenei. Sulle Alpi, invece, il compagno di squadra LeMond riuscì a strappargli l'insegna del primato nella tappa con arrivo in salita a Serre Chevalier.
Il giorno seguente il bretone si riscattò parzialmente, vincendo la dura tappa dell'Alpe d'Huez, ma nell'occasione giunse sul traguardo tenendo per mano proprio LeMond, sancendo quindi il rispetto di quanto inizialmente pattuito col compagno, il quale si avviò così alla conquista della vittoria del Tour.
Due furono i corridori che si aggiudicarono il maggior numero di frazioni, tre ciascuno, sulle ventiquattro previste (considerando come unità, in questo computo totale, anche le semitappe e il cronoprologo): Bernard Hinault e il velocista italiano Guido Bontempi. Greg LeMond, vincitore di una tappa, fu maglia gialla al termine delle ultime sette frazioni sulle ventiquattro totali.

## Classifiche finali

### Classifica generale - Maglia gialla
| Pos. | Corridore          | Squadra       | Tempo      |
| ---- | ------------------ | ------------- | ---------- |
| 1    | Greg LeMond        | La Vie Claire | 110h35'19" |
| 2    | Bernard Hinault    | La Vie Claire | a 3'10"    |
| 3    | Urs Zimmermann     | Carrera       | a 10'54"   |
| 4    | Andrew Hampsten    | La Vie Claire | a 18'44"   |
| 5    | Claude Criquielion | Hitachi       | a 24'36"   |
| 6    | Ronan Pensec       | Peugeot       | a 25'59"   |
| 7    | Niki Rüttimann     | La Vie Claire | a 30'52"   |
| 8    | Álvaro Pino        | Zor-BH        | a 33'00"   |
| 9    | Steven Rooks       | PDM-Concorde  | a 33'22"   |
| 10   | Yvon Madiot        | Système U     | a 33'37"   |

### Classifica a punti - Maglia verde
| Pos. | Corridore         | Squadra       | Punti |
| ---- | ----------------- | ------------- | ----- |
| 1    | Eric Vanderaerden | Panasonic     | 277   |
| 2    | Jozef Lieckens    | Joker         | 232   |
| 3    | Bernard Hinault   | La Vie Claire | 210   |

### Classifica scalatori - Maglia a pois
| Pos. | Corridore       | Squadra       | Punti |
| ---- | --------------- | ------------- | ----- |
| 1    | Bernard Hinault | La Vie Claire | 351   |
| 2    | Luis Herrera    | Café de Col.  | 270   |
| 3    | Greg LeMond     | Peugeot       | 265   |

### Classifica giovani - Maglia bianca
| Pos. | Corridore             | Squadra       | Tempo      |
| ---- | --------------------- | ------------- | ---------- |
| 1    | Andrew Hampsten       | La Vie Claire | 110h54'03" |
| 2    | Ronan Pensec          | Peugeot       | a 7'15"    |
| 3    | Jean-François Bernard | La Vie Claire | a 17'01"   |

### Classifica a squadre
| Pos. | Squadra                | Tempo |
| ---- | ---------------------- | ----- |
| 1    | La Vie Claire-Radar    |       |
| 2    | Peugeot-Shell-Michelin |       |
| 3    | Système U              |       |